# Rhus pyroides
Rhus pyroides (Common Currant-Rhus inglés, Gewone Taaibos afrikáans), es una especie de Rhus, nativa del sur de África. Este árbol se encuentra en toda Sudáfrica, una parte de Botsuana, Zimbabue y Tanzania y algunas áreas de Namibia cerca de Windhoek.  

## Descripción
Es una especie muy variable en todos los aspectos, sin embargo usualmente es tupido y con frecuencia es espinoso. Se encuentra en el bushveld, el seco thornveld, en laderas rocosas, montículos de termitas, cursos de agua y aún en las márgenes de los ríos. Es fuerte, tolerante a las heladas y la sequía. 
Las hojas son atractivas y trifoliadas y a veces tiene espinas leñosas grandes.
Las flores son muy pequeñas, amarillas y se producen en verano. Las flores masculinas y femeninas aparecen en árboles separados y los árboles hembra producen frutos pequeños de 3–4 mm de diámetro, que se vuelven rojas cuando maduran. 
El árbol atrae a una multitud de aves e insectos debido a su nutritivo fruto y es una adición atractiva para el jardín.

## Taxonomía
Rhus pyroides fue descrita por William John Burchell y publicado en Travels in the interior of South Africa 1: 340. 1822.
Etimología
Rhus: nombre genérico que deriva de la palabra griega para "rojo", una alusión a los llamativos colores de otoño de algunas especies.
pyroides: epíteto latino que significa "similar a Pyrus".